# Piero Bellotti
Pietro „Piero” Bellotti (ur. 1 sierpnia 1942 w Turynie, zm. 10 lutego 2022 w Orbassano) – włoski zapaśnik walczący w stylu klasycznym. Olimpijczyk z Meksyku 1968, gdzie odpadł w eliminacjach w kategorii do 70 kg.
Szósty na mistrzostwach Europy w 1969. Brązowy medalista igrzysk śródziemnomorskich w 1967 roku.